# Morgan Springs
Morgan Springs es un área no incorporada ubicada en el condado de Tehama en el estado estadounidense de California.

## Geografía
Morgan Springs se encuentra ubicada en las coordenadas 40°21′44″N 121°30′40″O / 40.36222, -121.51111.